# Lindenau-Museum
Il Lindenau Museum si trova ad Altenburg, in Turingia (Germania) ed è un importante museo di arte antica, soprattutto celebre per la collezione sul Rinascimento italiano.

## Storia
Il museo nacque dalla collezione come casa-museo del barone, storico dell'arte, statista e studioso Bernhard August von Lindenau (1799-1854). L'edificio, venne completato nel 1876.
Nel 1994 è stata fondata l'associazione Amici del Lindenau-Museum, che conta più di 200 membri con nomi importanti della cultura e della società tedesca, tra i quali lo scrittore Ingo Schulze o l'imprenditore Arend Oetker.
Dopo una riorganizzazione strutturale degli ambienti, durante la quale molti capolavori sono circolati in mostre internazionali, il museo ha riaperto con un nuovo allestimento il 5 novembre 2006, con una mostra di opere provenienti dal museo Jacquemart-André di Parigi.
Nel 2009, con l'aiuto delle istituzioni pubbliche, il museo ha acquistato la collezione personale dell'artista Gerhard Altenbourg Bourg, valutata un milione di euro.

## Collezioni
La collezione di dipinti italiani del gotico e del primo Rinascimento viene considerata una delle più importanti fuori dai confini dell'Italia. Le opere risalgono soprattutto al periodo tra il XIII e il XV secolo, a cui si aggiungono una collezione di antichità classiche, calchi e opere moderne. Importante è anche la biblioteca.

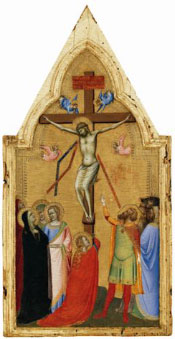
Bernardo Daddi Crocefissione di Cristo
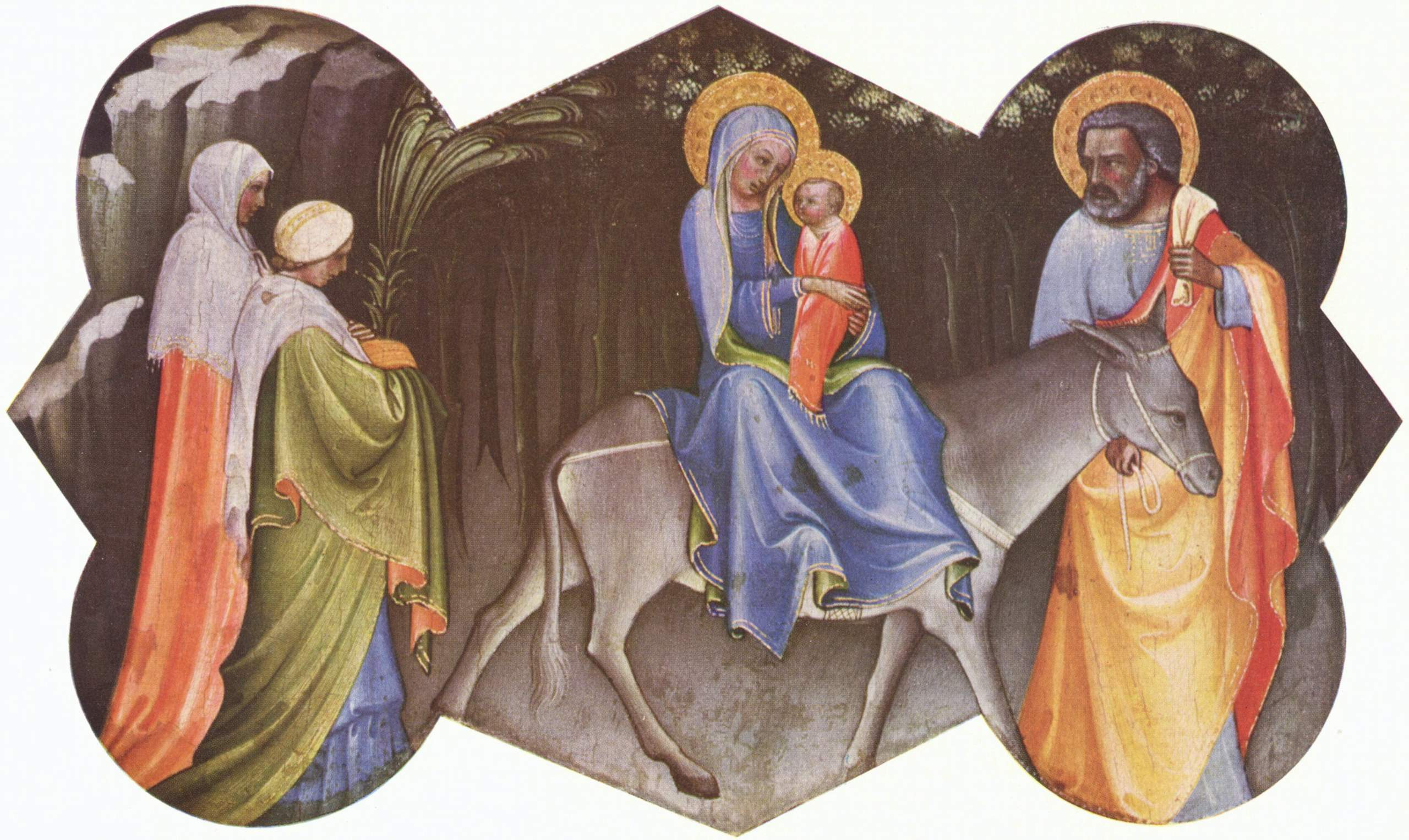
Lorenzo Monaco, Fuga in Egitto
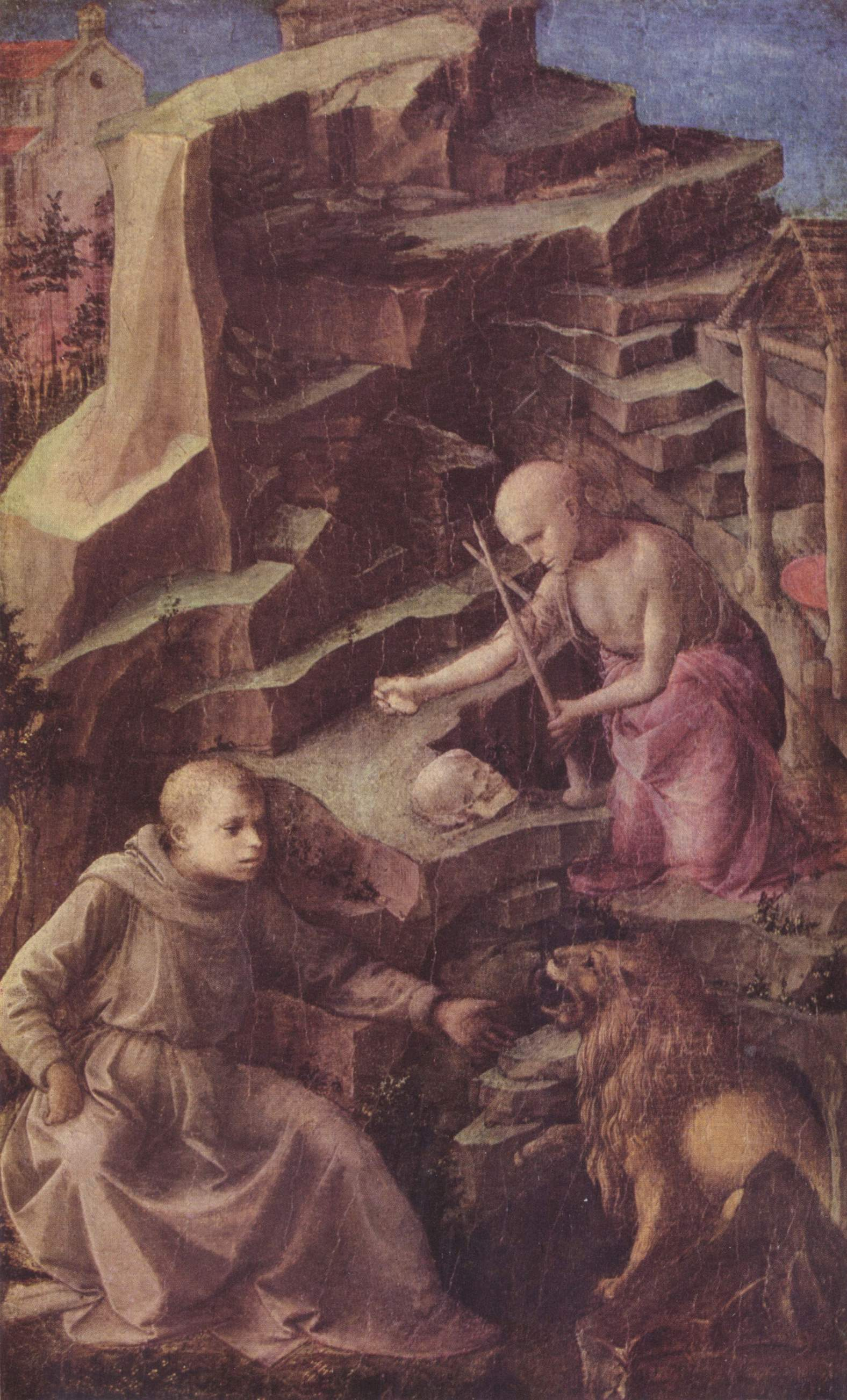
Fra Filippo Lippi, San Girolamo nel deserto
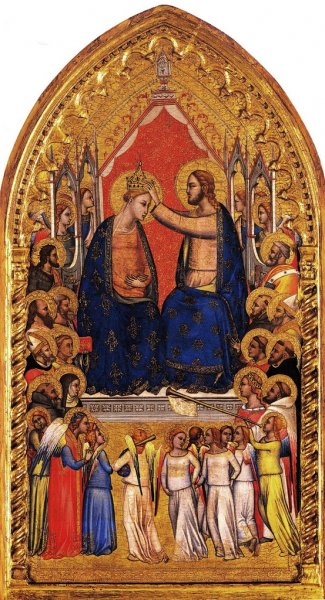
Puccio di Simone, Incoronazione della Vergine
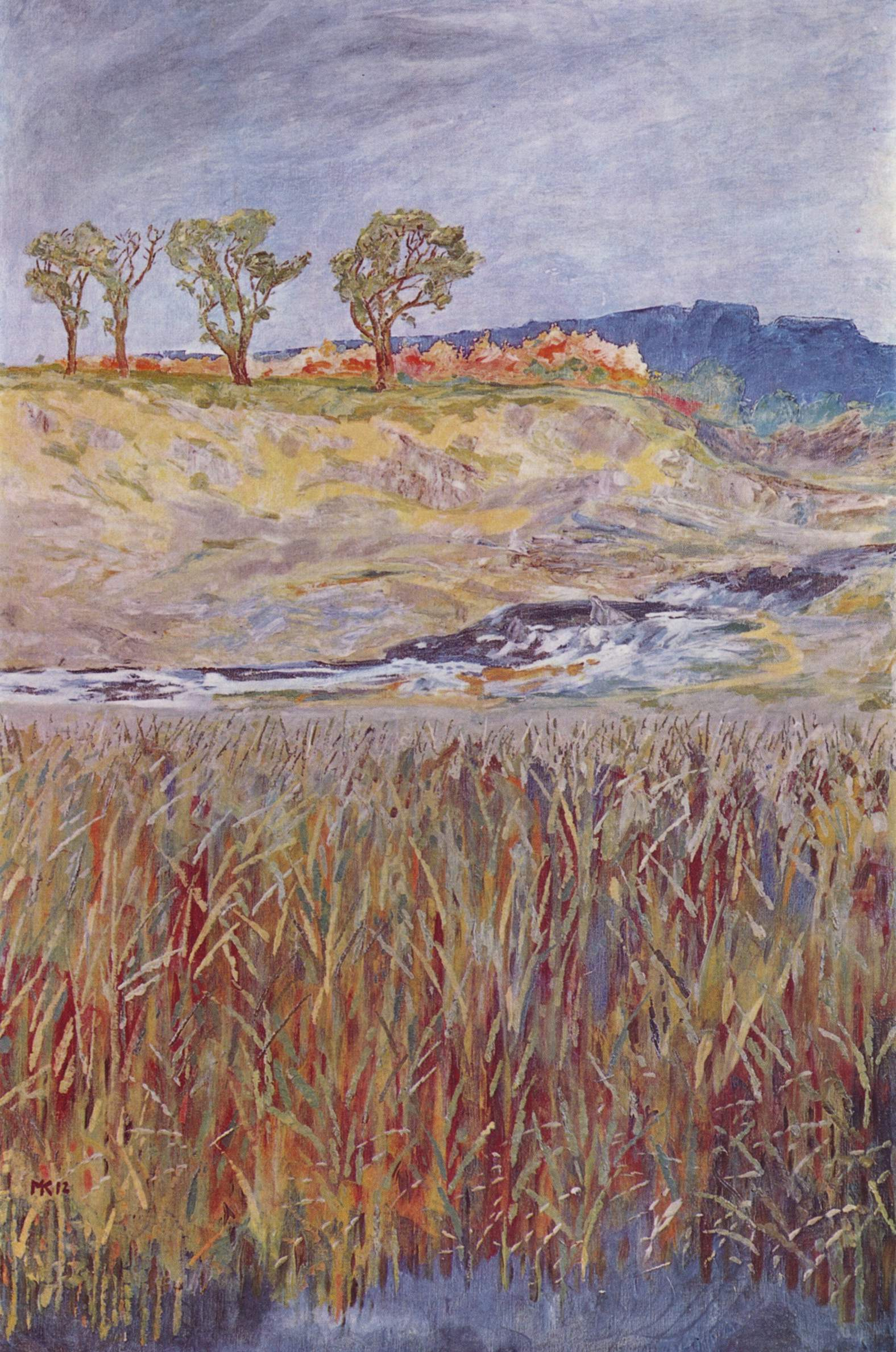
Max Klinger Paesaggio di Unstrut

### Opere principali
- Beato Angelico, San Francesco davanti al sultano
- Filippo Lippi, San Girolamo nel deserto
- Perugino, Santa Margherita da Antiochia e santo servita
- Guido da Siena, tre pannelli del Dossale di Badia Ardenga, 1280 circa